# Нежегольск
Нежего́льск — город-крепость Белгородской оборонительной черты XVII—XVIII вв. Остатки города (городище) расположены на восточной окраине села Нежеголь Шебекинского района Белгородской области, на правом высоком берегу реки Нежеголь. Сохранились оборонительные сооружения — валы, рвы. Археологический памятник федерального значения.

## История
Весной 1647 года близ села Нежеголь, на возвышении, на правом берегу реки началось строительство стоялого острога для защиты от нападений крымских татар.
Город Нежегольск был основан на базе острога в 1654 году, по приказу царя Алексея Михайловича, на правом берегу реки Нежеголек и заселён казаками-черкасами. В память о них одна из улиц была названа Казацкой. Разместили в Нежегольске и русских служилых людей. Нежегольск был построен как сторожевой город от набегов крымских татар. По архивным документам известно, что под руководством полковника Александра Крафертова и его брата Ягана (Иоганна), солдаты их полков поставили земляной город Нежегольск. Первоначальное название города Нежегольск затем трансформировалось в Нижегольский, а позже — Ниже-Голь. Выстроенный небольшой город имел квадратную форму, периметром в 600 саженей. На каждом из углов располагалась деревянная башня. Одна из них называлась Тайницкой. От неё был проложен подземный ход («тайник») к реке Нежеголь. Помимо четырёх башен, расположенных по углам города, были ещё две так называемые «проезжие»: одна к реке, другая — в сторону Москвы, с Московскими воротами. Первыми поселенцами в Нежегольске по архивным документам были «переведенцы» — служилые люди Белгородской черты:
- из Белгорода,
- Корочи,
- Болховца (Болхова)
- и часть из Карпова.

Стены, башни и жилые дома были выстроены из дуба местной породы. Первый фундамент был заложен для церкви Святого Покрова из кирпича. Всего в городе было 6 деревянных башен, высота их достигала 15—20 метров. В одной из башен были ворота, парадоксально именуемые Нежегольскими. В городе имелись приказная изба, жительницы для бояр, тюрьма с острогом, погреб для хранения пороха и оружия. Из-под Таницкой башни были проложены деревянные трубы к реке Нежеголек, для подачи воды в случаи осады. Вокруг стен был вырыт ров.

Нежегольская твердыня простояла более 150 лет, со временем начали разрушаться деревянные башни, дубовый частокол. Церковь Святого Покрова жители обложили кирпичом, установили купола из железа, поэтому церковь простояла до 1936 года (когда была разрушена большевиками). Постепенно горожане стали «спускаться с горы», и строить ниже городища первые дома нынешнего села Нежеголь. А севернее — там где жили пушкари — сейчас располагается село Щигоровка. Казацкие предания и песни среди окрестных жителей удержались вплоть до XX века. 
Запомнились песни, которые пели в Шамраевке тогда юные двоюродные сестры. (…) О Сагайдачном и Дорошенко, другие казачьи. Именно казачьи, хочу подчеркнуть.
 — вспоминал А. М. Старцев, уроженец Шебекинского района.
В наше время на месте бывшего городища находится сельское кладбище, посреди которого стоят большой деревянный крест (в память о Городище) и церковь. Ниже городища сохранился колодец, к которому из Нежегольска вёл потайной ход.
В настоящее время остатки городища охраняются государством. Рушить земляные валы, рвы и производить частные раскопки строго запрещаются: штраф до 200 тысяч рублей.
Согласно постановлению главы администрации Белгородской области № 229 от 12.05.1997 г. городище Нежеголь является объектом культурного наследия регионального значения (в соответствии с редакцией от 23.07.2013 статьи 64 закона РФ № 245-ФЗ «Об объектах культурного наследия (памятниках истории и культуры) народов Российской Федерации» — федерального значения).

## Нежегольский уезд
В XVII—XVIII веках Нежегольск был центром самостоятельного уезда, который разделялся на 2 стана — Нежегольский и Короченский. Нежегольские служилые люди, помимо прочего, владели земельными угодьями на реке Волчьей. В 1719 году мужское однодворческое население уезда составляло почти 1,5 тыс. чел.. По данным 1727 года, в уезде насчитывалось 16 приходских церквей.